# Susan Hefuna
Susan Hefuna (1962) è un'artista egiziana, nata in una famiglia tedesco-egiziana.

## Biografia
Hefuna nasce in una famiglia con un mix di culture: musulmana/cristiana, tedesco/egiziana nel 1962. Questo ricco patrimonio culturale confluisce nella sua energia come professoressa multimediale a Stoccarda, Città del Capo e a Il Cairo. 
Nel 1998 vince il premio della Biennale del Cairo. Si aggiudica residenze d'artista sia a Città del Capo e a Londra, tra le altre città europee e nel 2003 è visiting artist presso l'Università di Londra e l'Università del Colorado. (EN) 

## Tematiche
Hefuna è attratta dalla forma astratta delle strutture, sia le strutture organiche come le molecole, DNA o moduli, e strutture architettoniche quali paesaggi urbani e Mashrabiya (gli schermi di legno intagliato che si trovano in molte case storiche al Cairo e in tutto il Medio Oriente.) (EN) 

Susan Hefuna descrive gli aspetti della vita quotidiana nel suo lavoro, esplorando l'indeterminatezza della posizione geografica, l'identità e la propria negoziazione di essa, attraverso la fotografia, video, disegno, scultura, e media digitali. Gran parte del suoi lavori trasmetto il suo duplice patrimonio culturale (Germanico-egiziano), come nelle caratteristiche immagini di famiglia, di spazi interni e paesaggi urbani nei pressi del Cairo. (EN) 

## Posizione femminista
Il duplice patrimonio culturale di Susan Hefuna risulta un po' scomodo all'interno del concetto dominante di cittadinanza tedesca, nel quale sembra dominare una definizione strettamente biologica di nazionalità impermeabile alle richieste culturali più ampie. Il lavoro di Hefuna riflette sia questa dualità che il senso di distanza dall'Egitto dove è cresciuta, e in modo significativo dalla Germania, nella quale ha trascorso gran parte della sua vita e dove tuttora vive. Il suo interesse sta nel trascendere le etichette, e nel creare un'arte che sia spirituale, senza tempo, aperta, che supera i confini, categorizzazioni e cliché. Questo è chiaramente visibile nelle sue serie fotografiche, che evocano il mondo lontano dell'Egitto coloniale, scene di quotidiana ordinarietà diventano esotiche. Le fotografie di Hefuna invitano lo spettatore a guardare attraverso le finestre Mashrabiya, le quali provvedono alla privacy delle donne nelle loro abitazioni, come nella serie Woman behind Mashrabiya  del 2004. Un punto di incontro tra culture liberali e conservatrici. che sfida lo spettatore a guardare all'interno. Le immagini de Il Cairo appaiono oggi sgranate e rudimentali, come se fossero state scattate nel momento della nascita della fotografia stessa. Paesaggi urbani sono inspiegabilmente stampati in negativo, mentre altri dettagli architettonici per le strade del Cairo assomigliano ai primi esperimenti con la camera oscura di Man Ray. (EN) 

## Mostre

### Mostre personali

#### 2010
- EdgwareRoad@Cairo 2010/1431, Townhouse Gallery, Il Cairo
- Galerie Grita Insam, Vienna
- Susan Hefuna – Ana: Of Dreams, Patience and Realisations, Rose Issa Projects, Londra
- Wien 1431/2010, Intervention at Belvedere, Vienna
- Susan Hefuna – Drawings, Gallery Paul Kasmin, NYC
- Knowledge is Sweeter than Honey,  MUMOK Vienna
- Freud Museum, Vienna

#### 2009
- Susan Hefuna-Mapping Wien, Galerie Grita Insam, Vienna
- HEFUNA/HEFUNA, Galerie Volker Diehl, Berlino

#### 2008
- Susan Hefuna, Albion Gallery, Londra
- Susan Hefuna, Albion Gallery, NYC
- Susan Hefuna, Gallerie Seippel Cologne
- Susan Hefuna - Patience is beautiful, The Third Line Gallery, Dubai
- Susan Hefuna ACAF, Alessandria d'Egitto

#### 2007
- Susan Hefuna - Knowledge is Sweeter than Honey
- Townhouse Gallery, Il Cairo
- ANA/ICH, Kunstkasten, Winterthur

#### 2006
- Susan Hefuna, Gallery Seippel, Colonia

#### 2005
- xcultural codes, Galerie der Stadt Backnang

#### 2004
- xcultural codes, Townhouse Gallery, Il Cairo
- xcultural codes, Bluecoat Arts Centre, Liverpool
- xcultural codes, Stadtgalerie, Saarbruecken
- xcultural codes, Kunstverein Heidelberg

#### 2002
- Ventanas La Vida en el Delta, Vacio 9 Gallery, Madrid

#### 2000
- Susan Hefuna, Kunstverein Lippstadt
- Susan Hefuna Townhouse Gallery, Il Cairo
- Susan Hefuna - Navigation xcultural,
- National Gallery, Città del Capo

#### 1999
- Akhnaton Gallery, Il Cairo

#### 1998
- Landscape/Cityscape, Galerie Brigitte March, Stuttgart

#### 1994
- Susan Hefuna, Kunstverein Ludwigsburg

#### 1992
- Akhnaton Gallery, Il Cairo

### Mostre collettive

#### 2011
- Miragens, Centro Cultural Banco do Brasil de São Paulo
- Miragens, Centro Cultural Banco do Brasil de Brasí

#### 2010
- Miragens, Centro Cultural Banco do Brasil di Rio de Janeiro
- CONTEMPORARY EYE: Crossovers, Pallant House Gallery, Chichester, UK
- On Line: Drawing Through the Twentieth Century, MoMa, NYC
- Photobiennale, Thessaloniki, Greece
- The Edgware Road Project at the Serpentine Gallery, Londra
- Imagining the (im)possible, Harn Museum of Art at the University of Florida in Gainesville
- Susan Hefuna - Bharti Kher - Frei Tomaselli
- Kunstmuseum Thun

#### 2009
- Taswir - Pictorial Mappings of Islam and Modernity, Martin Gropius Bau Berlin
- Africaines, 2nd Panafrican Festival Algiers
- Jameel Prize, V&A Museum, Londra
- Fare Mondi, Biennale di Venezia

#### 2008
- Manifesto Marathon, Serpentine Gallery, Londra
- Biennale di Siviglia
- Museum as Hub: Antikhana, New Museum, NYC
- Word Into Art, The British Museum a Dubai

#### 2007
- Museum of Modern Art, Algeri
- The second Riwaq Biennale
- Sharjah Biennial, Sharjah

#### 2006
- Flashback/Forward, Dubai Properties
- Regards des Photographes Arabes Contemporains, GL Strand Museum, Copenhagen
- From Egypt with Love, The Third Line Gallery, Dubai
- Nomads of Nowadays, Lazina Centre for Contemporary Art,
- Gdansk, Polonia
- Lasting Foundations, Charles H. Wright Museum of African American History, Detroit Biennale Bulgaria
- 19 views, Contemporary Arab Photography,
- Centro Andaluz de Arte Contemporaneo di Siviglia
- NETEROTOPIA, Palais de Tokyo, Parigi

#### 2006/2005
- Regards des Photographes Arabes Contemporains,
- Institut Du Monde Arabe, Parigi

#### 2005
- Zelle 05: Kreuzungen, Kloster Alzella
- Biennale, Praque, National Gallery Praga

#### 2005/2004
- Contrepoints, Louvre, Parigi

#### 2004
- Neue Galerie am Joanneum, Graz
- Fototage Wiesbaden, Frauenmuseum Wiesbaden
- Waschhaus, Potsdam
- ArteEast Gallery, New York

#### 2003
- Photo Cairo, Il Cairo
- Rencontres, Photo Biennale Bamako, Mali
- Fantaisies du harem et nouvelles Schehrazade,
- Museum de l'histoire naturelle di Lione
- Via Fenestra, St. Marienkirche, Frankfurt/Oder
- DisORIENTation, Haus der Kulturen der Welt, Berlino
- Fantasies de l'harem i noves Xahrazads,
- CCCB - Centre de Cultura Contemporania di Barcellona
- Shatat - Scattered belongings,
- Colorado University Galleries, Boulder

#### 2002
- What about Hegel (and you)?,
- Galerie Brigitte March, Stuttgart
- Mapping the process, Sharon Essor Gallery, Londra
- Photographie a la carte!, Centre PasquArt, Biel
- women - 4 views made in Egypt, Townhouse Gallery, Il Cairo

#### 2001
- Vor-Sicht/Rueck-Sicht, 8. Triennale Kleinplastik, Fellbach
- Unpacking Europe, Museum Boijmans Van Beuningen, Rotterdam
- Al Nitaq, Cairo

#### 1998
Biennale del Cairo

## Collezioni pubbliche

### Gran Bretagna
- British Museum, Londra
- Victoria and Albert Museum, Londra

### Germania
- Staatsgalerie Stuttgart

### Francia
- Foundation Louis Vuitton, Parigi
- Institut du Monde Arabe, Parigi

### Austria
- Neue Galerie am Joanneum, Graz

### Svizzera
- Burger Collection, Zurigo

### Emirati Arabi Uniti
- Sharjah Art Museum
- Barjeel Art Foundation in Sharjah, UAE
- Collezione di HH Sheikha Salama, Abu Dhabi
- DIFC, Dubai

### Stati Uniti
- CU Art Museum, University of Colorado at Boulder

## Pubblicazioni
- Susan Hefuna, catalogo Mapping Wien, Galerie Grita Insam, Vienna, 2010
- MoMA Museum, NYC, On Line, Drawing through the 21st century, 2010
- Hefuna, Susan, Kher, Bharti and Tomaselli, Fred, Between the Worlds: Susan Hefuna - Bharti Kher - Fred *Tomaselli. 2010.  Hardcover, Kehrer Publisher Heidelberg, Germany
- Hefuna, Susan and Obrist, Hans Ulrich Obrist, Pars Pro Toto II. 2009. Kehrer Publisher Heidelberg.
- Fare Mondi, catalogo, La Biennale di Venezia, Venedig 2009
- Youniverse, catalogo Biennale di Siviglia, Siviglia 2008
- Serpentine Gallery Manifesto Marathon, Walther König, London 2008
- Obrist, Hans Ulrich, Hans Ulrich Obrist Interview with Susan Hefuna. 2007 Paperback. Kehrer Publisher Heidelberg, Germany. English and Arabic
- Hefuna, Susan and Obrist, Hans Ulrich, Pars Pro Toto. 2006 - 2007. Kehrer Publisher Heidelberg
- 8. Sharjah Biennale, catalogo Sharjahi 2007
- Zelle 05: Kreuzungen, Kloster Altzella, Altzella 2005
- International Biennale of Contemporary Art, National Gallery, Prag 2005
- Contrepoint – L'Art contemporain au Louvre, Paris 2004/2005
- Hefuna, Susan, xcultural codes: Susan Hefuna. 2004. Hardcover. Kehrer Publisher Heidelberg, Germany *English and German
- Photo Cairo, Townhouse Gallery, Il Cairo 2003
- Rencontres, Photo Biennale, Bamako, Mali, Eric Koehler, Paris 2003
- Fantaisies du harem et nouvelles Schéhérazade, Musée d'histoire naturelle, Lyon 2003
- Via Fenestra, Europa Universität Viadrina, Frankfurt/Oder 2003
- DisORIENTation. Zeitgenössische arabische Künstler aus dem nahen Osten, Haus der Kulturen der Welt, Berlino 2003
- Fantasies de l'harem i noves Xahrazads, CCCD, Centre de Cultura Contemporània, Barcellona 2003
- Susan Hefuna. Ventanas. La Vida en el Delta, Vacio 9 Gallery, Madrid 2002
- Photographie à la carte!, Centre PasquArt, Biel, Pro Helvetia, Zurigo, 2002
- 4 women – 4 views, made in Egypt, Townhouse Gallery, Il Cairo, Pro Helvetia, Zurigo, 2002
- Vor-Sicht / Rück-Sicht. 8. Triennale Kleinplastik Fellbach, Cantz Verlag, Ostfildern 2001
- Salah Hassan / Iftikhar Dadi, Unpacking Europe. Towards a Critical Reading, Museum Boijmans Van *Beuningen, Nai, Rotterdam, 2001
- Susan Hefuna, Kunstverein Lippstadt, Plitt, Oberhausen, 2000
- Susan Hefuna, Akhnaton Galleries, Kairo, Oberhausen, 1999
- catalogo Biennale del Cairo, Il Cairo, 1998
- Susan Hefuna, Kunstverein Ludwigsburg, 1994
- Susan Hefuna, Akhnaton Galleries, Il Cairo, 1992
- Medien-Biennale Leipzig, Digital Work, Leipzig, 1992
- Tayfun Belgin, Leonard Emmerling, Susan Hefuna and Marilyn Martin, Navigation Xcultural
- German. Hardcover 2000,  Kehrer Publisher Heidelberg, Germania